# Răzoarele (okręg Călărași)
Răzoarele – wieś w Rumunii, w okręgu Călărași, w gminie Ileana. W 2011 roku liczyła 163 mieszkańców.